# Hara jerdoni
Cá mèo bướm đêm da trơn (Danh pháp khoa học: Hara jerdoni) là một loài cá trong họ Erethistidae, chúng sống ẩn nấp dưới các hốc cây, hốc đá, cá đẻ trứng, tuy nhiên môi trường nhân tạo vẫn chưa cho sinh sản thành công được nhiều.